# Elena Manistina
Elena Manistina (en ruso: Елена Манистина, nacido en 1973) es una mezzosoprano operística rusa. Es miembro del Teatro Bolshói y ha aparecido en muchas óperas a nivel internacional. También apareció como Azucena de Verdi en la Metropolitan Opera House, la Deutsche Oper de Berlín y la Ópera de la Bastilla, y como Amneris en la Arena de Verona.

## Primeros años
Manistina nació en Sarátov en 1973 y estudió en el Conservatorio de Sarátov. Sus padres eran ambos cantantes: su madre era soprano y su padre era solista de bajo. Mientras era estudiante en el conservatorio, actuó en la Ópera de Sarátov e hizo su debut como Marfa en Jovánschina de Músorgski. Después de graduarse, estudió en el Conservatorio de Moscú y se graduó en 2000.

## Carrera
En 2002 compitió en el concurso Operalia y ganó el primer premio: el concurso también se conocía como el 10.º Concurso Internacional de Plácido Domingo. En 2003 fue finalista en la competición BBC Cardiff Singer of the World.
En 1999 se convirtió en miembro del Teatro Stanislavski y Nemirovich-Danchenko en Moscú, y al año siguiente fue aceptada en la compañía del Teatro Bolshoi. Sus papeles han incluido a Helene Bezukhova en Guerra y paz de Prokófiev, Marina en Borís Godunov de Músorgski, la princesa Evpraksia Romanovna en La hechicera de Tchaikovski, Epanchina en El idiota de Weinberg y Ježibaba en Rusalka de Dvořák.
Ha actuado en la Royal Opera House de Londres, en la Ópera Estatal de Baviera, La Monnaie de Bruselas y en el Teatro Municipal de Santiago de Chile. Apareció como Azucena en Il trovatore de Verdi en la Ópera Metropolitana,y apareció en el mismo papel en la Deutsche Oper Berlin, la Ópera Nacional de Washington y la Ópera de la Bastilla de París. Actuó como Amneris en Aida de Verdi en la Arena di Verona.
En 2022, cuando un miembro del elenco se enfermó, Manistina fue llegada en avión desde Moscú para cantar el papel de Princesa para la primera actuación de La Encantadora de Tchaikovsky en la Ópera de Frankfurt. Mientras el asistente de dirección interpretó el papel en el escenario, Manistina cantó desde un lado con una voz poderosa y un "cantivo explosivo".
En concierto, ha aparecido en la Sinfonía n.º 3 de Mahler con la Royal Scottish Symphony Orchestra y su Sinfonía n.º 8 en el Hollywood Bowl, dirigida por Esa-Pekka Salonen.